# Eligma bettiana
Eligma bettiana är en fjärilsart som beskrevs av Louis Beethoven Prout 1923. Eligma bettiana ingår i släktet Eligma och familjen trågspinnare. Inga underarter finns listade i Catalogue of Life.